# 2001 (àlbum)
2001, de vegades anomenat Chronic 2001 o Dr. Dre 2001, és un àlbum de 1999 de Dr. Dre, en el qual s'inclouen col·laboracions d'artistes com Snoop Dogg, Hittman, Eminem, Xzibit i altres. L'última cançó, "The Message", va dedicada al seu germà Tyrece Young, mort en un tiroteig.

## Llista de cançons
1. "Lolo (Intro)" (Xzibit & Tray Deee) - 0:40
2. "The Watcher" (Eminem/Dr. Dre) - 3:28
3. "Fuck You" (featuring Devin the Dude a/k/a The Dude & Snoop Dogg) - 3:25
4. "Still D.R.E." (featuring Snoop Dogg) (Mel-Man/Jay-Z/Scott Storch/Young) - 4:28
5. "Big Ego's" (featuring Hittman) (Bradford/Hittman/Storch/Young) - 4:01
6. "Xxplosive" (featuring Hittman, Kurupt, Nate Dogg & Six-Two) (Bailey/Kurupt/Six-Two/Nate Dogg/Young) - 3:35
7. "What's the Difference" (featuring Eminem & Xzibit) (Bradford/Harris/Xzibit/Mathers) - 4:04
8. "Bar One" (Traci Nelson, Ms. Roq & Eddie Griffin) - 0:51
9. "Light Speed" (featuring Hittman) (Bailey/Young) - 2:41
10. "Forgot about Dre" (featuring Eminem) (Bradford/Mathers/Young) - 3:42
11. "The Next Episode" (featuring Snoop Dogg & Nate Dogg) (Bailey/Bradford/Broadus/Young) - 2:42
12. "Let's Get High" (featuring Hittman, Kurupt & Ms. Roq) (Bailey/Brown/Mathers/Ms. Roq/Young) - 2:27
13. "Bitch Niggaz" (featuring Snoop Dogg, Hittman &Six-Two) (Bailey/Bradford/Broadus/Longmiles) - 4:14
14. "The Car Bomb" (Mel-Man & Charis Henry) - 1:01
15. "Murder Ink" (featuring Hittman & Ms. Roq) (Bailey/Weaver/Young) - 2:28
16. "Ed-Ucation" (Eddie Griffin) - 1:32
17. "Some L.A. Niggaz" (featuring Defari, Xzibit, Knoc-Turn'al, Time Bomb, King T, MC Ren & Kokane) (Bailey/Knoc-Turn'al/Holder/Joyner/King Tee/Defari/Young) - 4:25
18. "Pause 4 Porno" (Jake Steed) - 1:33
19. "Housewife" (featuring Kurupt & Hittman) (Bailey/Bradford/Brown/The D.O.C./Young) - 4:03
20. "Ackrite" (featuring Hittman) (Bailey/Bradford/Young) - 3:40
21. "Bang Bang" (featuring Knoc-Turn'al & Hittman) (Bailey/Harbor/Mathers/Young) - 3:42
22. "The Message" (featuring Mary J. Blige & Rell) (Lord Finesse) - 5:29